# Harrisville (Virginie-Occidentale)
Pour les articles homonymes, voir Harrisville.
La ville de Harrisville est le siège du comté de Ritchie, situé dans l’État de Virginie-Occidentale, aux États-Unis. Sa population s’élevait à 1 876 habitants lors du recensement de 2010, estimée à 1 717 habitants en 2018.

## Histoire
La ville est nommée en l’honneur d’un membre de la famille du général Thomas Maley Harris. Cependant, les historiens sont divisés sur la personne en question : Harris lui-même, son frère John Maley Harris ou un de leurs ascendants.